# Mellicta ocellata
Mellicta ocellata är en fjärilsart som beskrevs av Marcel Caruel 1948. Mellicta ocellata ingår i släktet Mellicta och familjen praktfjärilar. Inga underarter finns listade i Catalogue of Life.